# Rumpología

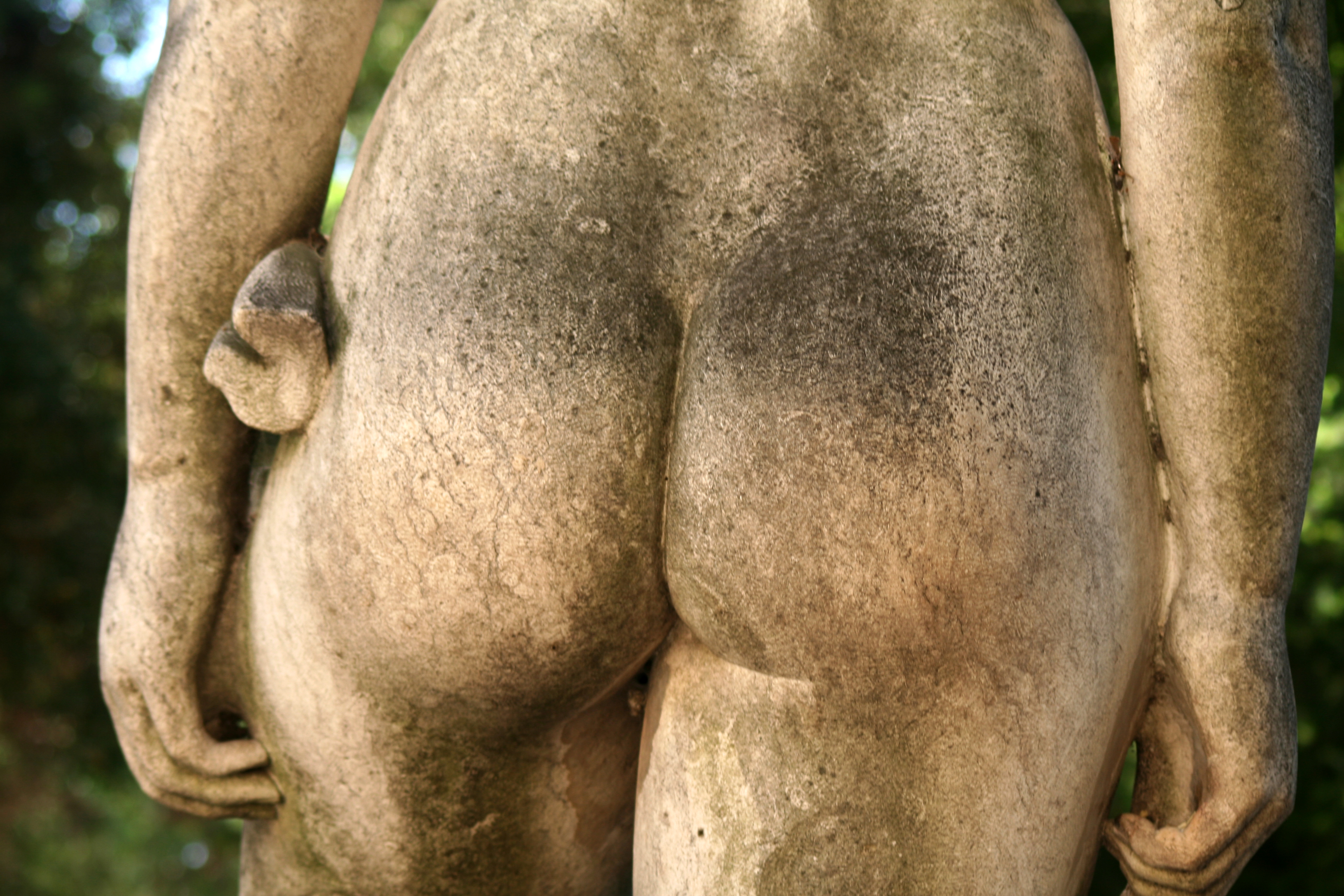
Detalle de una escultura al aire libre

La rumpología o lectura de nalgas, también llamada anomancia, aunque con ligeras diferencias, es una pseudociencia similar a la fisiognomía, la cual se practica examinando las grietas, hoyuelos, verrugas, lunares y pliegues de las nalgas de una persona, si bien la anomancia se centra en los pliegues y arrugas del ano, de la misma manera que un quiromante lee la palma de la mano. o un podomante las plantas de los pies. 

## Historia
El término rumpología es un neologismo . La astróloga estadounidense Jackie Stallone, madre del actor Sylvester Stallone, afirmaba que se conoce que la rumpología fue practicada en la antigüedad por los babilonios, los indios y los antiguos griegos y romanos, aunque no proporciona evidencia para esta afirmación. Stallone ha sido en gran parte responsable del supuesto «renacimiento» de la rumpología en los tiempos modernos.El manciólogo Raimon Bellmunt cuenta con una tesis sobre la lectura de las nalgas (ampliada al ano), titulada Rumpología y Anomancia: El arte de interpretar las formas y rugosidades de las nalgas y el ano, en la que hace un recorrido histórico de esta disciplina, explica casos prácticos y con todo tipo de detalles, tanto para rumpólogos profesionales como consultantes.

## Teoría y práctica
Los rumpologos tienen una variedad de teorías sobre el significado de diferentes características posteriores. Según Stallone, los glúteos izquierdo y derecho revelan el pasado y el futuro de una persona, respectivamente, aunque también ha comentado que: «La raja de tu trasero corresponde a la división de los dos hemisferios del cerebro». Según el clarividente y rumpólogo alemán ciego Ulf Beck, un «trasero musculoso en forma de manzana indica a alguien que es carismático, dinámico, muy seguro de sí mismo y, a menudo, creativo. Una persona que disfruta de la vida. Un fondo en forma de pera sugiere a alguien muy firme, paciente y con los pies en la tierra». El rumpólogo británico Sam Amos afirma que «un fondo redondo indica que la persona está abierta, feliz y optimista en la vida. Sin embargo, un trasero plano sugiere que la persona es bastante vanidosa, negativa y triste».
La rumpología se puede realizar mediante la vista, el tacto o mediante impresiones de glúteos. Además de las lecturas en vivo, Jackie Stallone realizaba lecturas de glúteos usando fotografías digitales enviadas por correo electrónico, y ha afirmado predecir el resultado de las elecciones presidenciales y los premios Óscar, al leer los traseros de sus dos Doberman Pinschers. Ulf Buck, por su parte, afirma que puede leer el futuro de las personas sintiendo sus nalgas desnudas.
En septiembre de 2020, tras la muerte de Stallone a los 98 años, el tema de la rumpología adquirió cierta notoriedad pública en los medios de comunicación.